# مشروع دارين
مشروع دارين Darien scheme كان محاولة فاشلة لمملكة سكوتلاندا في أن تصبح أمة تجارية عالمية عن طريق تأسيس مستعمرة تسمى «نيو كاليدونيا» على برزخ بنما في اواخر القرن السابع عشر. تميز المشروع بضعف التخطيط وسوء القيادة وتفشي الأوبئة ونقص الغذاء، مما أدي إلى أن تلقى الحملة السكوتلاندية الهزيمة على يد القوات المسلحة الإسبانية في أبريل عام 1700. وكانت تلك الحملة مدعومة من جانب عدد من الأغنياء والتجار والنبلاء، أدى فشلها إلى تحطيمهم ماليا. وأدي إلى إضعاف مقاومتهم لمثياق الاتحاد مع إنجلترا عام 1707.
في عام 1698، تمكن القائمون على الحملة من فرض سيطرتهم على جزيرة كراب (التي تعرف اليوم باسم جزيرة فيكويس في بورتوريكو)، إلا أن سيطرتهم على هذه الجزيرة لم تدم طويلًا.

## أصول
كانت أواخر القرن السابع عشر فترة في غاية الصعوبة بالنسبة لاسكتلندا، كما كان حال معظم البلدان الأوروبية؛ إذ شهدت السنوات بين 1695 و1697 مجاعة كارثية في البلد الذي يعرف اليوم باسم استونيا، وفي فلندا، ولاتفيا، والنرويج، والسويد، وشهدت فرنسا وشمالي إيطاليا وفاة مليوني شخص من سكانها. كانت تسعينيات القرن السابع عشر أبرد فترة تشهدها اسكتلندا منذ ما يقارب 750 سنة سابقة وذلك كما هو موثق في سجلات حلقات الأشجار.
كان اقتصاد اسكتلندا متواضعًا نسبيًا، خصوصًا عند مقارنته مع اقتصاد جارتها القوية إنجلترا (التي في اتحاد غير سياسي مع اسكتلندا)، وكان نطاق صادراتها محدودًا للغاية. في عصر التنافس الاقتصادي في أوروبا، لم تكن اسكتلندا قادرة على حماية نفسها من آثار المنافسة ومن التشريعات الإنجليزية. لم يكن في مملكة اسكتلندا تجارة تصدير متبادلة، ودخلت صناعاتها، كصناعة السفن التي كانت مزدهرة ذات يوم، في حالة من التدهور الشديد؛ واضطرت لشراء البضائع الضرورية من إنجلترا بالجنيه الاسترليني. علاوة على ذلك، زادت قوانين الملاحة من الاعتماد الاقتصادي على إنجلترا من خلال الحد من عمليات الشحن البحري في اسكتلندا، وكان تعداد القوات البحرية الملكية الاسكتلندية حينها صغيرًا نسبيًا.
في أواخر القرن السابع عشر، أثر برد غير اعتيادي على نصف الكرة الشمالي، وكان نصيب اسكتلندا من المعاناة مع البرد أكبر من غيرها من البلدان، وتسببت موجة البرد الاستثنائية بمقتل ما نسبته 10-15% من مجموع سكانها، ومن المحتمل أن تكون عزلتها السياسية السبب وراء ذلك. أنهكت سلسلة من النزاعات الداخلية، بما في ذلك حروب الممالك الثلاث بين عامي 1639 و 1651، والاضطرابات المرتبطة بالخلافات الدينية بين عامي 1670 و1690 الناس، وقلصت من مواردهم بشكل كبير. شهدت السنوات التي أطلق عليها اسم «السنوات السبع المريضة» في تسعينيات القرن التاسع عشر تلفًا في المحاصيل، الأمر الذي تسبب بحدوث مجاعة واسعة النطاق، وأدى تدهور الأوضاع الاقتصادية في اسكتلندا إلى ظهور بعض الأصوات التي تنادي بإقامة اتحاد سياسي أو جمركي مع إنجلترا. مع ذلك، كان الرأي المتمثل بضرورة أن تصبح اسكتلندا قوة تجارية واستعمارية عظيمة شبيهة بإنجلترا الرأي السائد بين الاسكتلنديين.

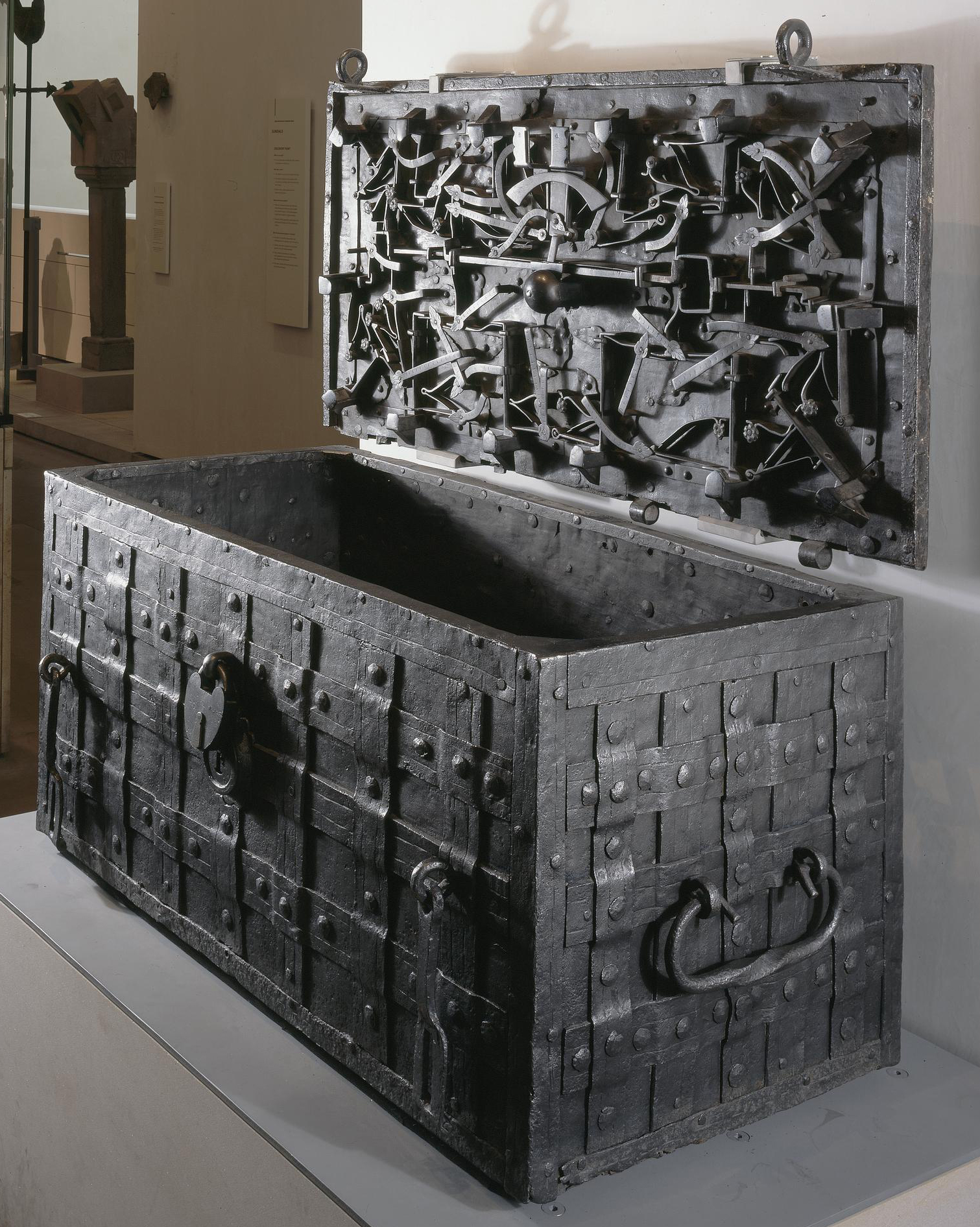
استُخدم هذا الصندوق لتخزين الأموال والوثائق المرتبطة بشركة اسكتلندا التجارية التي تأسست عام 1695 ومُنحت سلطة إنشاء المستعمرات.

كرد فعل على الأوضاع الاقتصادية والاجتماعية السيئة التي تمر بها البلاد، اعتمد البرلمان الإسكتلندي مجموعة من الحلول: وضع في عام 1695 قانونًا لإنشاء مصرف اسكتلندا، ووضع قانون تسوية المدارس الذي اعتُمد فيه نظام للتعليم العام قائم على الأسقفية ويشمل جميع أنحاء اسكتلندا. كانت شركة اسكتلندا مستأجرة برأس مال يُجمع عن طريق الاكتتاب العام للتجارة مع «أفريقيا وجزر الهند».
على الرغم من معارضة المصالح التجارية الإنجليزية، رفعت شركة اسكتلندا الاشتراكات في أمستردام وهامبورغ ولندن من أجل المضي قدمًا بمشروع دارين. قدم الملك، ويليام الثالث، دعمًا خجولًا للجهود الاستعمارية الاسكتلندية. كانت إنجلترا في حالة حرب مع فرنسا، ولم تكن رغب بالإساءة إلى إسبانيا التي طالبت بالمنطقة لتكون جزءً من غرناطة الجديدة.
كانت النظرية الاقتصادية السائدة في ذلك الزمن، الإتجارية، وراء معارضة الإنجليز لمشروع دارين. يفترض الاقتصاد الحديث عمومًا سوقًا متنامية باستمرار، لكن المذهب الإتجاري اعتبر السوق ثابتة، ما يعني أن زيادة حصة فرد ما في السوق ستتطلب تراجعًا في حصة شخص آخر. وبذلك لم يكن مشروع دارين مجرد مشروع منافس، وإنما مثل تهديدًا حيًا للتجار الإنجليز.
تعرضت إنجلترا أيضًا لضغوط من شركة الهند الشرقية، ومقرها لندن، التي كانت حريصة على استمرار احتكارها للتجارة الخارجية الإنجليزية، فما كان منها إلا أن أجبرت المستثمرين الإنجليز والهولنديين على الانسحاب. بعدها، هددت شركة الهند الشرقية باتخاذ إجراء قانوني، على أساس أن الاسكتلنديين لا يملكون السلطة الملكية التي تؤهلهم لجمع الأموال خارج المملكة المتحدة، وأجبرت المروجين على إعادة الاشتراكات إلى مستثمري هامبورغ. لم يبق بعد ذلك أي مصدر لتمويل مشروع دارين سوى اسكتلندا نفهسا.
بالعودة إلى أدنبرة، جمعت شركة اسكتلندا للتجارة في أفريقيا 400 ألف جنيه استرليني في غضون أسابيع قليلة (ما يعادل 53 مليون جنيه استرليني تقريبًا في يومنا هذا)، باستثمارات على جميع مستويات المجتمع، تعادل بمجملها خُمس ثروة اسكتلندا. كان هذا المبلغ رأس مال ضخم بالنسبة لاسكتلندا.
عمل التاجر والممول اسكتلندي المولد، وليام باترسون، لفترة طويلة من الزمن على الترويج لإقامة مستعمرة على برزخ بنما، واستغلالها كبوابة تصل المحيط الأطلسي بالمحيط الهادئ، وهو المبدأ ذاته الذي كان وراء بناء قناة بنما بعد ذلك بزمن طويل. كان لباترسون دور أساسي في إطلاق الشركة في في لندن، إلا أنه فشل في جذب اهتمام العديد من الدول الأوروبية لمشروعه. مع ذلك، وعلى أثر ردود الفعل الإنجليزية تجاه الشركة، تمكن باترسون من الحصول على بعض التجاوب مع أفكاره.  
أُهمل الهدف الأصلي للاستكنلديين المتمثل بمحاكاة شركة الهند الشرقية من خلال اقتحام مناطق تجارية مربحة في جزر الهند وأفريقيا، وتبنت الشركة مشروع دارين الطموح. تراجعت سمعة باترسون في وقت لاحق بشكل كبير، إذ اختلس أحد مرؤوسيه أموالًا من الشركة، واستعاد أسهم باترسون فيها وطرده من مجلس الإدارة، ولم يعد للأخير، بعد هذه الحادثة، أي تأثير ملموس على الشركة.

## الحملة الأولى (1698)
انضم العديد من الضباط والجنود القدامى، الذين فقدوا الأمل بالحصول على وظائف أخرى، إلى مشروع دارين، مندفعين بآمال كبيرة. كان العديد منهم على دراية بالأمور العسكرية، حتى أن بعضهم –من أمثال توماس دروموند- اشتهر بتورطه في مذبحة غلينكو. ظهر هؤلاء العسكريين بصورة مجموعة مستقلة بنظر العديد من القائمين على مشروع دارين، وأثيرت الشبهات حولهم بين أعضاء الحملة الآخرين. تألفت أول لجنة (في شهر يوليو 1698)، التي حكمت المستعمرة حتى تاريخ إنشاء البرلمان، من الرائد جيمس كننغهام من إيكيت ودانييل ماكاي وجيمس مونتغمري وويليام فيتش وروبرت جولي وروبرت بينكرتون والكابتن روبرت بينيكويك (عميد أسطول الرحلات الاستكشافية).
في شهر يوليو 1698، أبحرت أولى الرحلات الاستكشافية المكونة من خمس سفن (سانت أندرو وكاليدونيا ويونيكورن ودولفين وإنديفور) من ميناء ليث على الساحل الشرقي لاسكتلندا لتجنب مراقبتها من قبل السفن الحربية الإنجليزية، وكان على متنها نحو 1200 شخص. كانت الرحلة حول اسكتلندا مأساوية للغاية، لدرجة أن بعض المستعمرين رأوا فيها أسوء جزء في مشروع دارين بأكمله. تلقى القائمون على الرحلة الاستكشافية أوامر ب «المضي قدمًا نحو خليج دارين، وتسمية الجزيرة باسم الجزيرة الذهبية.. التحرك بضعة كيلومترات على الطريق نحو مصب نهر دارين العظيم.. وإنشاء مستوطنة على البر الرئيسي». استدعي الأسطول في ماديرا وجزر الهند الغربية، واستحوذ على جزيرة كراب التي كان قد سيطر عليها الدنماركيون بعد فشل المستعمرة. وصل الأسطول إلى اليابسة قبالة ساحل دارين في الثاني من نوفمبر.